# 146921 Michaelbuckley
146921 Michaelbuckley este o planetă minoră (asteroid) din centura de asteroizi. A fost descoperită pe 6 februarie 2002 la Observatorul Național Kitt Peak de Marc Buie⁠(d). 
Obiectul prezintă o orbită caracterizată de o semiaxă mare de 3,0516638590633 UAi, o excentricitate de 0,13, o înclinație de 2 ° în raport cu ecliptica.